# Liste der Naturdenkmale in Rutsweiler am Glan
Die Liste der Naturdenkmale in Rutsweiler am Glan nennt die im Gemeindegebiet von Rutsweiler am Glan ausgewiesenen Naturdenkmale (Stand 27. April 2024).

## Naturdenkmale
| Nr.         | Bezeichnung | Lage                               | Beschreibung | Bild                                    |
| ----------- | ----------- | ---------------------------------- | ------------ | --------------------------------------- |
| ND-7336-414 | Linde       | Hauptstraße, gegenüber Nr. 66 Lage | Tilia sp.    | Direkt Bild zu diesem Denkmal hochladen |